# 戴蒙特 (加利福尼亞州)
戴蒙德（英語：Diamond）是位於美國加利福尼亞州康特拉科斯塔縣的一個非建制地區。該地的面積和人口皆未知。

## 地理
戴蒙德的座標為38°01′18″N 121°53′36″W / 38.02167°N 121.89333°W，而該地的平均海拔高度為13米（即43英尺）。